# Familie X – In geheimer Mission
Familie X – In geheimer Mission (engl. The X's) ist eine US-amerikanische Zeichentrickserie, die von Carlos Ramos für Nickelodeon kreiert wurde. Sie handelt von einer Spionage-Familie, die ihre Identität in der öffentlichen Welt geheim hält, dabei oft aber Probleme hat. Die Serie beinhaltet 20 Folgen in einer Staffel.

## Handlung
Die gesamte Familie X arbeitet als Spione für SUPERIOR. Tucker und Trudy X haben eine Tochter namens Tuesday und einen Sohn namens Truman, der einen Hund namens Rex hat. Alle besitzen zahlreiche stereotypische Geräte, die sie für ihre Spionage benötigen. Die Organisation S.N.A.F.U. versucht immer wieder die Weltherrschaft zu übernehmen, was jene Familie verhindern soll.

## Charaktere

### Hauptcharaktere
- Tucker X ist der Vater und Oberhaupt der Familie sowie Hauptfigur der Serie. Er ist ein Experte für die Sechzigerjahre und im Nahkampf. Obwohl er ein kompetenter Spion ist, hat er oft Probleme mit alltäglichen Dingen. Beispielsweise vergisst er häufig seinen Namen. Daneben kocht er ausgezeichnet und ist eine sehr strenge Person. Seine Figur erinnert an James Bond und Maxwell Smart.

- Trudy X ist die Mutter und Kampfspezialistin. Sie ist ebenfalls Expertin im Nahkampf, in der Kampfkunst, aber auch im Tennis, jedoch eine miserable Köchin. Ihre Kleidung ist eine Anspielung auf die Uniformen von Star Trek.

- Tuesday X ist die Tochter und das älteste Kind der Familie sowie Ermittlerin in den Missionen. Sie interessiert sich für Punk-Rock und wechselt häufig ihre Haarfarbe. Außerdem weiß sie am besten darüber Bescheid, wie man sich in der realen Welt zu verhalten hat. Sie will eigentlich am wenigsten mit dem Familienhobby zu tun haben.

- Truman X ist der Sohn und das jüngste Kind der Familie sowie Technologie-Experte. Er ist der Intelligenteste von den vier Spionen und experimentiert gerne, obwohl seine Versuche häufig fehlschlagen. Er kann ein Quälgeist sein und deswegen oft für Unruhe sorgen.

- Rex X ist der Hund von Truman, den er zum 9. Geburtstag von Sasquatch bekommen hat. Ursprünglich wurde Rex damit beauftragt, Truman durch Gedankenkontrolle umzubringen.

- Home Base beschreibt sich selbst als „das Haus, in dem die Familie lebt“. Jedoch ist er lediglich ein computerisiertes Gehirn, das die Geräte im Haus bedient, weswegen er sich wie ein englischer Butler benimmt. Er ist eine Anspielung auf HAL 9000 aus dem Film 2001: Odyssee im Weltraum.

### Nebencharaktere

#### Spionage-Familien
- Familie Y ist eine Familie indischer Herkunft und leistet bessere Spionagearbeit als Familie X, weswegen sie als Rivale angesehen werden. Auch sie besitzen ein computerisiertes Gehirn, das jedoch kultivierter ist. Steven ähnelt Tucker, Sasha Trudy, Seven Tuesday und Scout Truman, obwohl sie ein Mädchen ist.

- Familie Z war eine ehemalige Spionage-Familie, die jedoch von den Y vernichtet wurde.

#### Schurken
- Glowface ist der Hauptfeind der Familie und Leiter von S.N.A.F.U. Sein Kopf befindet sich in einer Glaskugel, die sich elektrisch entlädt, und er hat schlechte Zähne. Er trägt einen Gummianzug und Handschuhe, um seine Energie zu kontrollieren. Er ist größenwahnsinnig, arrogant und großmäulig, aber eigentlich etwas gebildet und reif und glaubt, dass er eine größere Gefahr sei als er eigentlich ist. Er reagiert allergisch auf Zucchini und ist ein leidenschaftlicher Modelleisenbahnbauer.

- Lorenzo Suave ist Mitglied von S.N.A.F.U. und Handlanger von Glowface. Er ist modisch gekleidet und trägt einen Schnurr- sowie Ziegenbart, eine Narbe an einer Wange sowie einen Monokel und auf beiden Seiten eine Augenklappe. Lorenzo ist viel intelligenter als Glowface.

- Sasquatch ist ebenfalls Mitglied von S.N.A.F.U., dessen Gebrüll Tiere hypnotisieren und einer Gehirnwäsche unterziehen kann. Sein Ziel ist es, dass die Tiere den wahren Platz als Weltherrscher erhalten. Er spricht immer in der dritten Person von sich.

- Brandon ist auch Mitglied von S.N.A.F.U. und der Neffe von Glowface. Er ist ein netter und höflicher Junge, der leider für seinen Onkel arbeitet. Er ist in Tuesday verliebt, mit der er des Öfteren eine Verabredung hat.

- Copperhead ist halb Mensch, halb Maschine und der böseste aller bösen Spione. Er besitzt magnetische Superkräfte.

#### Andere
- Kimla Meeks ist die beste Freundin von Tuesday. Sie interessiert sich sehr für Science-Fiction. Sie ist naiv, da sie beispielsweise nicht bemerkt, dass Truman für sie schwärmt und dass Tuesdays Familie Spione sind.

- Skipper Swenson ist eine Mitschülerin von Tuesday. Sie ist hochnäsig und unverschämt und kann Tuesday eigentlich nicht leiden. Sie ist beliebt und interessiert sich für Mode.

- Annasthesia Montiho ist eine Freundin von Tuesday und Gothic und redet gerne über Jungs.

- Wally ist ein freundlicher Nachbar der Familie und ein hingebungsvoller Mann mit Frau und Kind. Obwohl er sich über manche Handlungen seiner Nachbarn wundert, weiß er nichts von ihrer geheimen Identität. Obwohl sein Name nie in der Serienhandlung erwähnt wird, steht im Abspann der Name Wally.

## Produktion und Veröffentlichung
Der US-amerikanische Ableger von Nickelodeon strahlte die ersten drei Episoden am 25. November 2005 um 20:00 Uhr erstmals aus. 2006 und 2007 wurden drei Folgen in den DVDs Nick Picks Vol. 4, Vol. 5 und Vol. 6 veröffentlicht. Die deutsche Erstausstrahlung erfolgte am 10. Februar 2007 um 17:15 Uhr auf Nick. Später wiederholte man die Sendung auf Nicktoons und ORF 1.

## Synchronisation
| Rolle                       | Englischer Sprecher             | Deutscher Sprecher |
| --------------------------- | ------------------------------- | ------------------ |
| Tucker X                    | Patrick Warburton               | Stefan Gossler     |
| Trudy X                     | Wendie Malick                   | Arianne Borbach    |
| Tuesday X                   | Lynsey Bartilson                | Magdalena Turba    |
| Truman X                    | Jansen Panettiere               | Hannes Maurer      |
| Rex X                       | Dee Bradley Baker               |                    |
| Home Base                   | Stephen Root                    | Erich Räuker       |
| Steven Y                    | Ronobir Lahiri                  |                    |
| Sasha Y                     | Susan Pari                      |                    |
| Seven Y Annasthesia Montiho | Soleil Moon Frye                |                    |
| Scout Y                     | Laura Marano                    |                    |
| Glowface                    | Chris Hardwick                  | Gerald Schaale     |
| Lorenzo Suave               | Tom Kane                        | Michael Pan        |
| Sasquatch                   | Randy Savage                    | Tilo Schmitz       |
| Brandon                     | Jason Schwartzman David Hornsby |                    |
| Copperhead Wally            | Tom Kenny                       |                    |
| Kimla Meeks                 | Ashley Johnson                  |                    |
| Skipper Swenson             | Lindsay Sloane                  |                    |

## Episodenliste
| #       | Dt. Titel                                              | Originaltitel                                  | Erstausstrahlung (US) | Erstausstrahlung (DE) | Prod. Code | Urheberrecht |
| ------- | ------------------------------------------------------ | ---------------------------------------------- | --------------------- | --------------------- | ---------- | ------------ |
| 1       | Bitte recht normal / Des Menschen bester Feind         | Photo Ops / Boy's Best Fiend                   | 25. November 2005     | 10. Februar 2007      | 101        | 2005         |
| 2       | Der Retextinator / Der Spion, der mich mochte          | Secret Agent Manual / The Spy Who Liked Me     | 16. Dezember 2005     | 10. Februar 2007      | 102        | 2005         |
| 3       | Lizenz zum Schlummern / Die drei Tage des Kleingelds   | License to Slumber / Three Days of the Coin-Op | 25. November 2005     | 10. Februar 2007      | 103        | 2005         |
| 4       | Mr. Super-Heimwerker / Zimmer mit Aufsicht             | Mr. Fix It / Doommates                         | 9. Dezember 2005      | 15. Februar 2007      | 104        | 2005         |
| 5       | Robomom / Mission Verantwortungslos                    | AAIIEE, Robot / Mission: Irresponsible         | 25. November 2005     | 16. Februar 2007      | 105        | 2005         |
| 6       | Nur 24 Stunden / Schluss mit nett                      | To Err Is Truman / No More Mrs. Nice X         | 13. Januar 2006       | 19. Februar 2007      | 106        | 2005         |
| 7       | Das Kein-Problem-Problem / Trumans Wahl                | Family Issues / Truman's Choice                | 17. März 2006         | 20. Februar 2007      | 107        | 2005         |
| 8       | Wenn der Postbote gar nicht klingelt / Schurkenfrei    | On Her Majesty's Postal Service / Pinheads     | 3. Februar 2006       | 21. Februar 2007      | 108        | 2005         |
| 9       | Verrückte Lehrer / Zahnspangenfunk                     | Mock Tutors / Meddle Mouth                     | 3. März 2006          | 22. Februar 2007      | 109        | 2005         |
| 10      | Man niest nur zweimal / Mr. und Mrs. X gehen aus       | You Only Sneeze Twice / X Takes a Holiday      | 24. Februar 2006      | 23. Februar 2007      | 110        | 2005         |
| 11      | Was sich haut, das liebt sich / Mr. X' Geheimnis       | From Crusha with Love / Xcitement              | 17. Februar 2006      | 24. Februar 2007      | 111        | 2006         |
| 12      | Reichsein ist schwer / Truman zieht aus                | Wealth vs. Stealth / Wee House                 | 7. April 2006         | 25. Februar 2007      | 112        | 2006         |
| 13      | Trumanface                                             | Truman X: Super Villian                        | 16. Juni 2006         | 26. Februar 2007      | 113        | 2006         |
| 14      | Verliebt und verachtet / Typisch Familie Y             | A Truman Scorned / Y's Up                      | 22. September 2006    | 27. Februar 2007      | 114        | 2006         |
| 15      | Jackentausch / Das Haus ist weg                        | Quit Your Day Job / Missing Home               | 29. September 2006    | 28. Februar 2007      | 115        | 2006         |
| 16      | Rettet Rex X / Als Home-Base laufen lernte             | Train Rex / Homebody                           | 13. Oktober 2006      | 1. März 2007          | 116        | 2006         |
| 17      | Shakespeare in Not / Camp Katonka                      | Theater of War / Breaking Camp                 | Ungelüftet            | 2. März 2007          | 117        | 2006         |
| 18      | Leben und stinken lassen / Oma und Opa von der Polizei | Live and Let Diaper / In-Law Enforcement       | 6. Oktober 2006       | 3. März 2007          | 118        | 2006         |
| 19      | Held wider Willen / Nicht ohne meine Krawatte          | Accidental Hero / Untied                       | 25. November 2006     | 4. März 2007          | 119        | 2006         |
| 20      | Der Halloween-Virus                                    | The Haunting of Home Base                      | 27. Oktober 2006      | 5. März 2007          | 120        | 2006         |
| Quelle: |                                                        |                                                |                       |                       |            |              |

## Auszeichnungen
Die Serie gewann 2006 eine Auszeichnung bei den Artios Awards und wurde im selben Jahr dreimal bei der Annie Award nominiert, wovon sie eine Auszeichnung für das beste Konzeptausarbeitung in einer Zeichentrickserie gewonnen hat.